# Michael Richter (Dialogregisseur)
Michael Richter (* 1942) ist ein ehemaliger deutscher Dialogbuchautor und Dialogregisseur.

## Leben und Wirken
Michael Richter ist der Sohn der Schauspielerin Eva Richter, geb. Basch. Seine Halbgeschwister sind der als Schauspieler, Synchronsprecher und Moderator tätige Ilja Richter, die als Synchronsprecherin bekannte Janina Richter sowie Marina Richter. Den Namen von Richters leiblichem Vater wollte seine Mutter zeitlebens nicht nennen. Michael erhielt später den Nachnamen seines Stiefvaters Georg Richter. Eva Richter versuchte ihre Kinder in der Nachkriegszeit als Darsteller an Theatern in Berlin zu etablieren, so auch Michael Richter, der jedoch, wie sich Ilja Richter später erinnerte, bei seinem ersten Bühnenauftritt verstummte. Eine Karriere als Schauspieler wurde daher nicht weiter verfolgt. Über Richters weiteren Werdegang ist nur wenig bekannt. Seine Arbeit im Bereich des Dialogbuchschreibens und der Synchronregie begann vermutlich, neben Matthias Müntefering und Hans-Jürgen Dittberner, als ein Hauptverantwortlicher für Synchronarbeiten bei der Berliner Legard Synchron. Später arbeitete er vorwiegend bei der ebenfalls in Berlin ansässigen Deutschen Synchron. 
Neben Rainer Brandt und Karlheinz Brunnemann zählte Richter von den 1970er bis in die 1990er Jahre hinein im Bereich der Film- und Fernsehsynchronisation zu den Verantwortlichen, die in ihrer Arbeit an den deutschen Dialogbüchern öfter das sogenannte Schnodderdeutsch gebrauchten. Während der Arbeit an der Synchronisation wurden dabei Sprachwitze teils derber und überspitzter, frei in die deutsche Sprache übertragen oder auch humoristisch oder kommentierende Dialogzeilen dort eingebaut, wo sie im Originalton nicht zu finden waren. Richter betreute häufiger die deutschen Fassungen amerikanischer, italienischer und französischer B-Movies, Filmkomödien oder komödiantisch angehauchter Abenteuerfilme.
Zu seinen bekanntesten Arbeiten als Dialogbuchautor und Dialogregisseur zählen Das Söldnerkommando von 1981 und die erste deutsche Synchronfassung des französischen Spielfilms Die Besucher von 1993. Er zeichnete auch für die deutsche Lokalisierung einiger Fernsehserien verantwortlich, so schrieb er die Dialogbücher für Polizeirevier Hill Street (1981–1987), führte unter anderem Dialogregie bei Remington Steele (1982–1987) und war bei der ersten deutschen Fassung von Starsky & Hutch (1975–1979) für Buch und Regie verantwortlich.
Während seiner Arbeit an der US-amerikanischen Komödie Ace Ventura – Ein tierischer Detektiv von 1994 besetzte Richter erstmals Stefan Fredrich auf Jim Carrey, der seitdem Carreys Stammsprecher ist.
Michael Richter war mit der deutschen Synchronsprecherin Karin Buchholz verheiratet, die er während der gemeinsamen Arbeit kennenlernte.
Michael Richter ist nicht mehr in der Synchronbranche tätig und lebt nicht mehr in Deutschland.

## Arbeiten als Dialogbuchautor und -regisseur (Auswahl)

### Spielfilme
- Bananas – Bananas (1971) – Dialogbuch
- Phantom im Paradies – Phantom of the Paradise (1974) – Dialogbuch
- Im Auftrag des Drachen – Eiger Sanction (1975) – Dialogbuch
- Lucky Lady – Abenteurer auf der Lucky Lady (1975) – Dialogbuch
- Eine Wolke zwischen den Zähnen – Nuage entre les Dents (1974/75) – Dialogbuch und -regie
- Schande des Dschungels − Tarzoon, la honte de la jungle (1975) – Dialogbuch
- Die wilde Meute (1975) – Dialogbuch
- Car Wash – Der ausgeflippte Waschsalon (1976) – Dialogbuch
- Taxi Driver – Taxi Driver (1976) – Dialogbuch
- Unternehmen Entebbe – Victory at Entebbe (1976) – Dialogbuch
- Uncas, der letzte Mohikaner (1977) – Dialogbuch und -regie
- Das Söldnerkommando − Kill Squad (1981) – Dialogbuch und -regie
- Weltkrieg III (1982) – Dialogregie
- Quatermain – Auf der Suche nach dem Schatz der Könige (1985) – Dialogregie
- Der Verrückte mit dem Geigenkasten (1985) – Dialogregie
- Die Weißkittel – Dümmer als der Arzt erlaubt (1985) – Dialogregie
- Quatermain II – Auf der Suche nach der geheimnisvollen Stadt – Allan Quatermain and the Lost City of Gold (1987) – Dialogregie
- Under Cover – Ein Bulle will Rache (1987) – Dialogregie
- True Romance (1993) – Dialogregie
- Ace Ventura – Ein tierischer Detektiv – Ace Ventura: Pet Detective (1994) – Dialogregie
- Wilder Zauber – Rough Magic (1995) – Dialogregie

### Fernsehserien
Quelle: Deutsche Synchronkartei
- Starsky & Hutch (1975–1979) [1. Synchro] – Dialogbuch und -regie
- Der Unsichtbare (1975–1976) – Dialogregie
- Tennisschläger und Kanonen – I Spy – (1978) – [2. Synchro] – Dialogbuch und -regie
- Lou Grant (1977–1982) [1. Synchro] – Dialogbuch und -regie
- Polizeirevier Hill Street (1981–1987) – Dialogbuch
- Remington Steele (1982–1987) – Dialogregie
- Der Traumstein (1990–1995) [Zeichentrickserie] – Dialogregie